# 五戸町ひばり野公園
五戸町ひばり野公園（ごのへまちひばりのこうえん）は青森県三戸郡五戸町にある都市公園（運動公園）である。五戸町が五戸町都市公園条例に基づいて施設を建設・所有し、指定管理者として公益財団法人「五戸町スポーツ振興公社」が運営している。

## 施設
陸上競技場
400mトラック（全天候型ではない）と天然芝フィールドを有する。メインスタンドの一部のみベンチシートで、他は芝生席。
ヴァンラーレ八戸がJFLに加盟した2014年から2016年まで、八戸東運動公園陸上競技場と共に本拠地の一つとしていた。2014年シーズンは7試合、2015年シーズンは8試合、2016年シーズンは3試合を開催。2017年シーズン以後は全てのホーム戦を八戸市多賀多目的運動場で開催するため使用されていない。
ヴァンラーレの使用以前は東北2部北リーグに加盟していたアステール青森FC（旧・五戸町役場サッカー部）が本拠地として使用していたほか、2004年には第84回天皇杯全日本サッカー選手権大会の会場としても使用された。
サッカー場
成人用サッカーグラウンド1面または少年サッカーグラウンド2面が確保可能なサッカーグラウンド。
元々はクレーグラウンドだったが、ロングパイル人工芝が敷設され青森県で初めて日本サッカー協会 (JFA) 公認ロングパイル人工芝グラウンドとして認定された（JFA公認116号・2012年1月12日公認）。
人工芝の敷設にあたっては、財源としてスポーツ振興くじ助成金と原子燃料サイクル事業推進特別対策事業助成金等を活用している。
八戸市多賀多目的運動場が開場する以前は、ヴァンラーレ八戸トップチームが練習・トレーニングマッチで主に当地を使用していた。このほか、五戸高校サッカー部も練習で使用していた。2016年7月、放送・音響設備を備えた管理棟が新設された。
野球場
両翼95m、センター120m。外野のみ天然芝。ナイター設備を有する。
テニスコート
クレイコートと人工芝コートがある。
水泳場
屋外に設けられた50mプール。と幼児用プール。7・8月のみ営業。
芝生広場
サッカー・ラグビーなどの補助グラウンドやイベントで使用される。

## アクセス
以下の記述はJFL公式サイトの記述に基づく。
- JR東北新幹線・八戸線、青い森鉄道線 八戸駅より南部バス「五戸」行きで「ひばり野団地」下車、徒歩10分
- 八戸駅西口よりタクシー20分
- 八戸自動車道 八戸北ICより20分または八戸ICより30分